# Martin Weissenböck
Martin Weissenböck (* 18. November 1970) ist ein ehemaliger österreichischer Basketballspieler und heutiger -trainer.

## Laufbahn
Der in der Tschechoslowakei geborene Aufbauspieler (1,80 Meter groß) spielte in den 1990er Jahren für den UKJ Mistelbach erst in der zweiten Liga, dann in der Basketball-Bundesliga. Nach einem Abstecher zum BK Klosterneuburg stand Weissenböck 1998/99 in Diensten des tschechischen Vereins BBK Orgapol Brno. Ab 1999 spielte der Bruder von Stefan Weissenböck wieder in Klosterneuburg, dann in Wien bei BC Vienna.
Nach der Spielerlaufbahn übernahm er bei UKJ Mistelbach das Amt des sportlichen Leiters, engagierte sich als Trainer im Nachwuchsbereich sowie als Assistenztrainer der Kampfmannschaft. Im Mai 2013 wurde er zum Cheftrainer des Zweitligisten befördert. 2024 führte er Mistelbach zum Gewinn des Meistertitels in der 2. Bundesliga.